# Keisuke Tsuboi
Keisuke Tsuboi (født 16. september 1979) er en japansk fodboldspiller.

## Japans fodboldlandshold
| Japans landshold | Japans landshold | Japans landshold |
| År               | Kmp              | Mål              |
| ---------------- | ---------------- | ---------------- |
| 2003             | 11               | 0                |
| 2004             | 10               | 0                |
| 2005             | 7                | 0                |
| 2006             | 11               | 0                |
| 2007             | 1                | 0                |
| Total            | 40               | 0                |